# ボド・ラメロウ
ボド・ラメロウ（ドイツ語: Bodo Ramelow、1956年2月16日 - ）は、ドイツの政治家、テューリンゲン州首相。2014年に左翼党所属の政治家として初めて州首相に就任した。

## 経歴
旧西ドイツ・ニーダーザクセン州のオスターホルツ＝シャルムベックで生まれる。1981年から1990年まで、ミッテルヘッセンで労働組合の書記を務めていた。ドイツ再統一後の1990年に旧東ドイツのテューリンゲン州に移り住む。1999年、テューリンゲン州議会議員選挙に出馬し、当選。2005年、連邦議会選挙に出馬し、当選。
2014年テューリンゲン州議会選挙の結果を受けて、左翼党、社会民主党、緑の党による連立政権の樹立が合意され、ラメロウが州首相に選出される。2020年2月5日に退任。3月4日、当選にあたって極右政党のドイツのための選択肢（AfD）から支持を受けたとして批判を浴びたケメリッヒ州首相の辞任に伴う再度の州首相選の結果州首相に再任。
2021年1月19日にアンゲラ・メルケル連邦首相と新型コロナウイルス感染症への対応を7時間半に渡ってオンラインで協議していた際、自身がキャンディークラッシュで遊んでいたことを後日、ボイスチャットアプリ『Clubhouse』で行われたミーティングで明かした。ラメロウはこのミーティングが完全招待制の非公開形式と思い込んでいたが世間の知るところとなり、またメルケルのことをメルケルヒェン（メルケルちゃん）と指小辞を付けて呼んでいたことなども報じられ、男性の無知からくる行為だったと謝罪した。